# 民主主義の出発

党のロゴ

民主主義の出発（みんしゅしゅぎのしゅっぱつ、ドイツ語: Demokratischer Aufbruch, DA）は、ドイツ民主共和国（東ドイツ）に存在した政党。東ドイツ末期の民主化の流れ（東欧革命）の中で誕生した政党の一つ。ほかに民主的出発、民主主義の覚醒、民主主義的再出発、民主主義の勃興 など複数の訳がある。

## 党史
1989年10月にプロテスタント教会周辺の反体制運動・民主化運動から市民団体として発足し、同年12月17日にライプツィヒで行われた会合で公式に政党になった。創設メンバーにヴォルフガング・シュヌル、牧師のライナー・エッペルマンらがいたが、当初の民主社会主義的でリベラルな東ドイツへの改革を求める方針に対し、政党となった際に明確に市場経済（資本主義）をめざす右派・保守的かつ反共主義的な綱領を採択したため、党を離れた者もいた。その後、党は急速に東側のドイツキリスト教民主同盟、そして西側のドイツキリスト教民主同盟（CDU）に接近し、速やかな東西ドイツ再統一を求めるようになった。

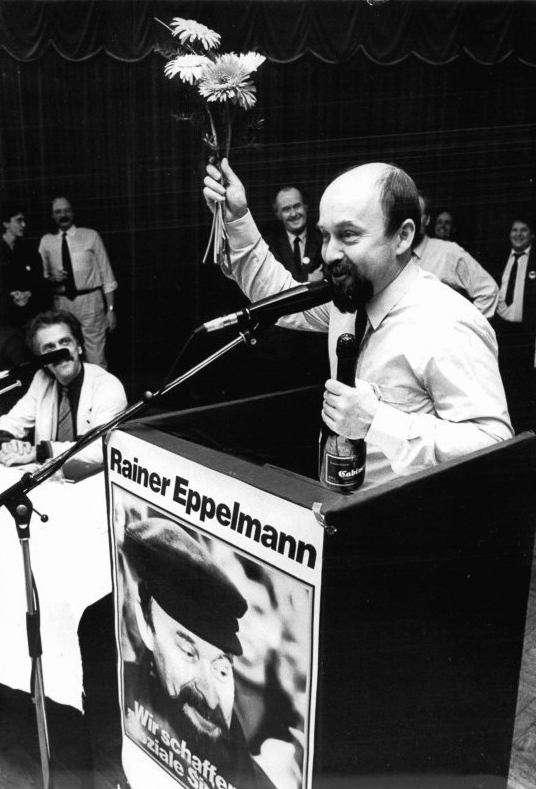
党首に選出されたライナー・エッペルマン（1990年4月）

東ドイツ最初で最後の自由選挙となった1990年3月18日の人民議会選挙では、CDU、ドイツ社会同盟（DSU）と政党連合「ドイツ連合」（Allianz für Deutschland）を結成した。ドイツ連合は約48％の得票で400議席中、過半数に迫る192議席を獲得する圧勝を遂げたが、そのなかで「民主主義の出発」は投票日の数日前に党首のシュヌルが国家保安省（シュタージ）の協力者であったことが判明して辞任するなど混乱し、4議席の獲得にとどまった。選挙後、当選したエッペルマンが党首となり、東ドイツ最後の国防相を務めた。なお、この年の2月から、後にドイツの首相となるアンゲラ・メルケルが党のスポークスウーマンとなっている。

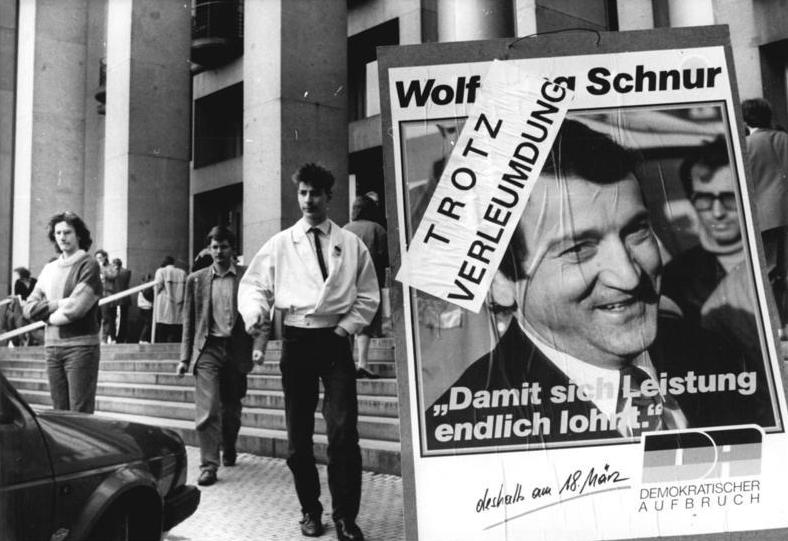
民主主義の出発のシュヌル党首のポスター。シュタージ協力者疑惑を批判するシールが貼られている

その後、党はドイツ再統一を前に8月4日に東ドイツのキリスト教民主同盟に合流し、さらに同党は10月3日のドイツ再統一にともなって西ドイツ側のキリスト教民主同盟（CDU）と合流した。メルケルはCDUの連邦議会議員となり、「コールのお嬢ちゃん」 (Kohls Mädchen) と呼ばれながらも首相への道を歩み始めることとなる。

## 1990年ドイツ民主共和国人民議会選挙での結果
| 選挙       | 年月日        | 得票（政党票） | 得票（政党票） | 議席数 |
| 選挙       | 年月日        | 得票数         | ％             | 議席数 |
| ---------- | ------------- | -------------- | -------------- | ------ |
| 1990年選挙 | 1990年3月18日 | 106,146        | 0.9            | 4      |

- 出典：山田徹著『東ドイツ・体制崩壊の政治過程』（日本評論社）380頁、表12-1「選挙結果：各党の得票・議席数」より引用。